# Palazzo Mannajuolo

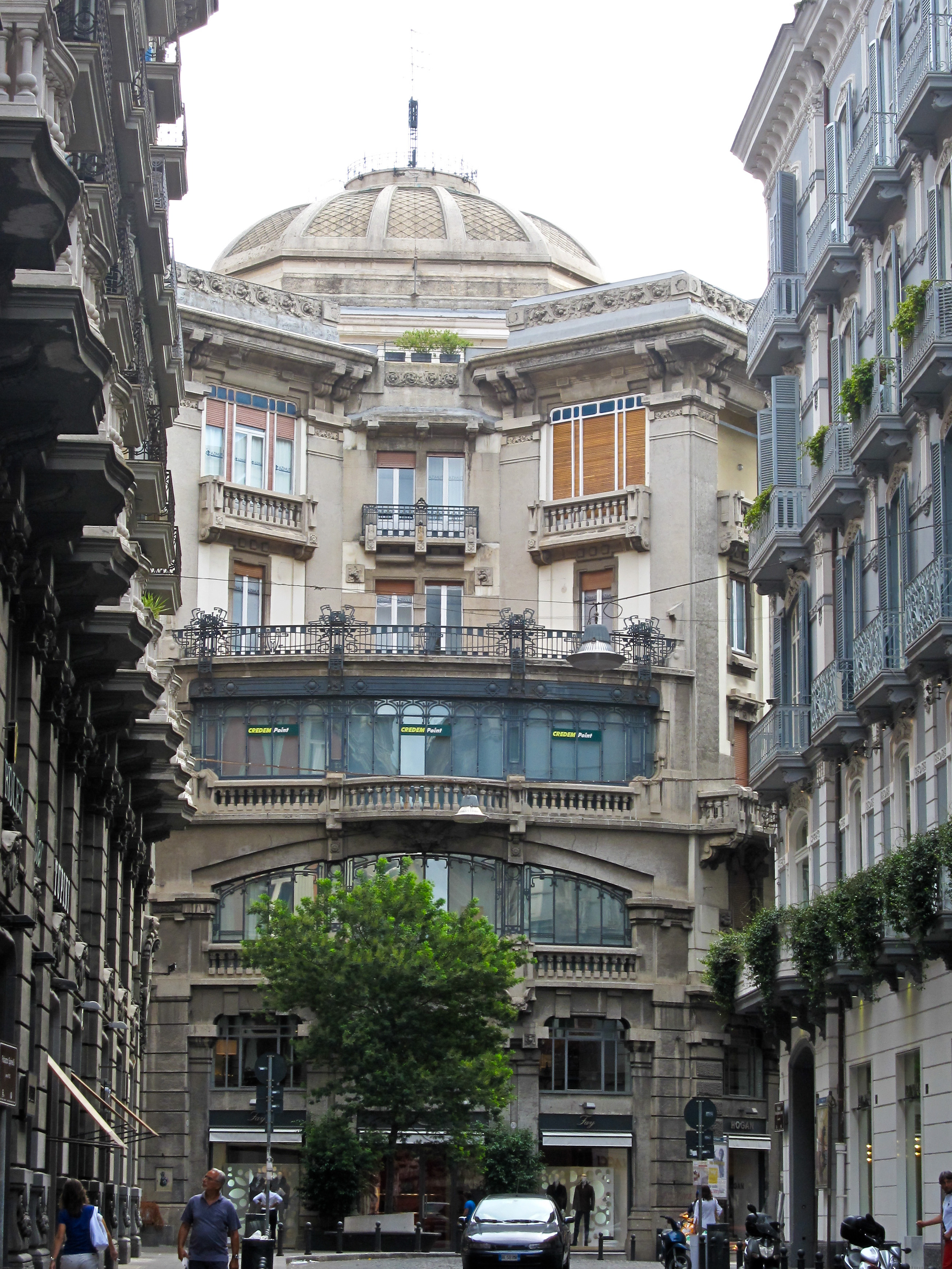
Palazzo Mannajuolo fotograferat från Via dei Mille.

Palazzo Mannajuolo är ett flervåningshus beläget i stadsdelen Chiaia i Neapel på adressen Via Gaetano Filangieri 36–37. Byggnaden, som är ritad av arkitekten Giulio Ulisse Arata, är ett av Neapels främsta exempel på jugend med ett påtagligt inslag av napolitansk nybarock. Det byggdes 1909–1911 och har fått sitt namn efter ingenjören Giuseppe Mannajuolo som ägde tomten och själv deltog aktivt i byggprojektet. Huset är byggt av armerad betong, vilket då var modernaste tänkbara byggteknik. Byggnaden är känd för sin elliptiska huvudtrappa som leder till en takfresk med blå himmel.
I byggnaden fanns tidigare den 1925 grundade teatern Teatro Kursaal, eller Cinema Kursaal, ursprungligen en biograf på vars scen Eduardo De Filippos nygrundade teatersällskap fick sitt stora genombrott säsongen 1931–1932. De Filippos mest kända pjäs Natale in casa Cupiello hade premiär där 25 december 1931 och kom att spelas i nio månader med utsålda föreställningar.

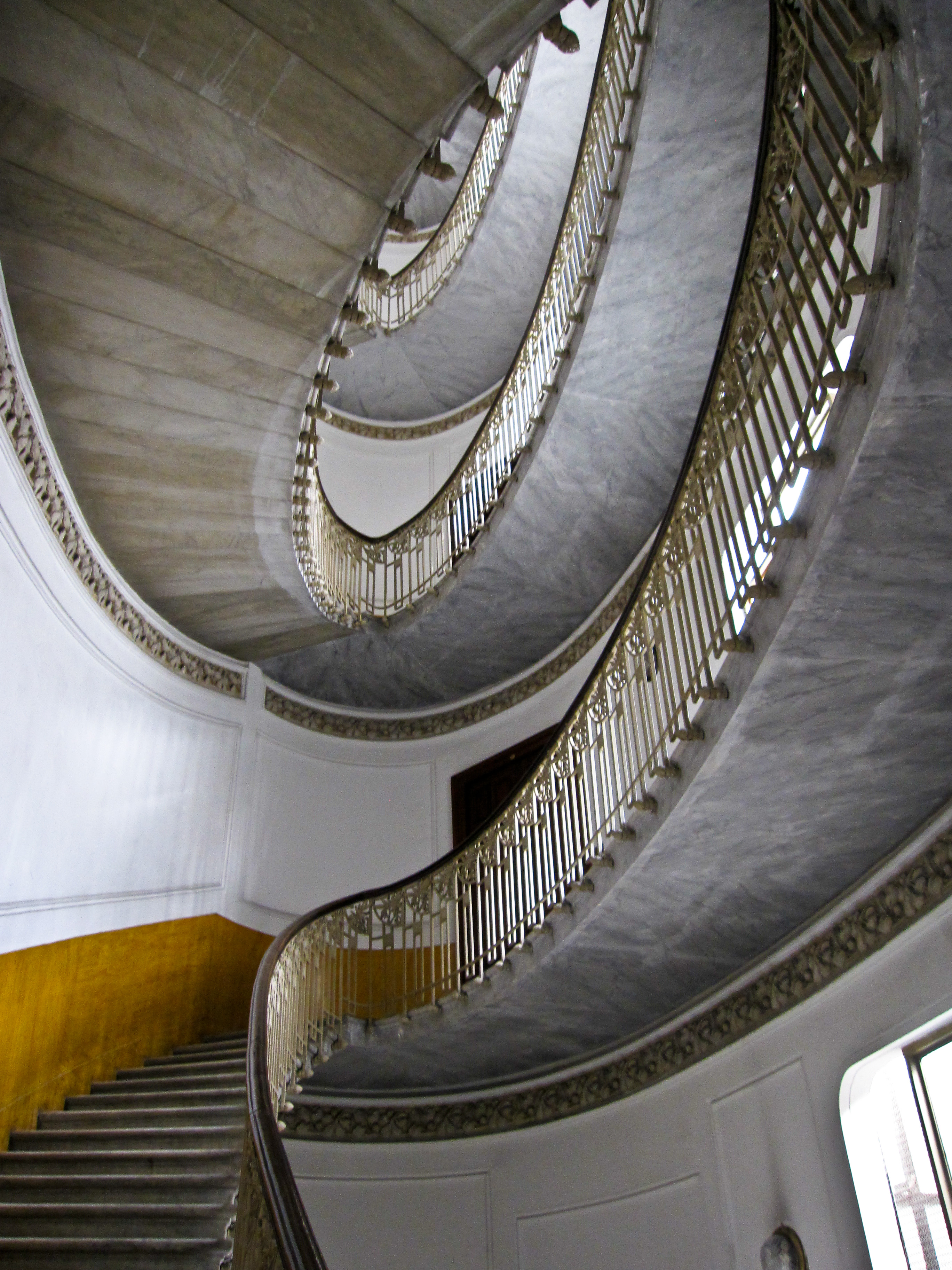
Huvudtrappan.
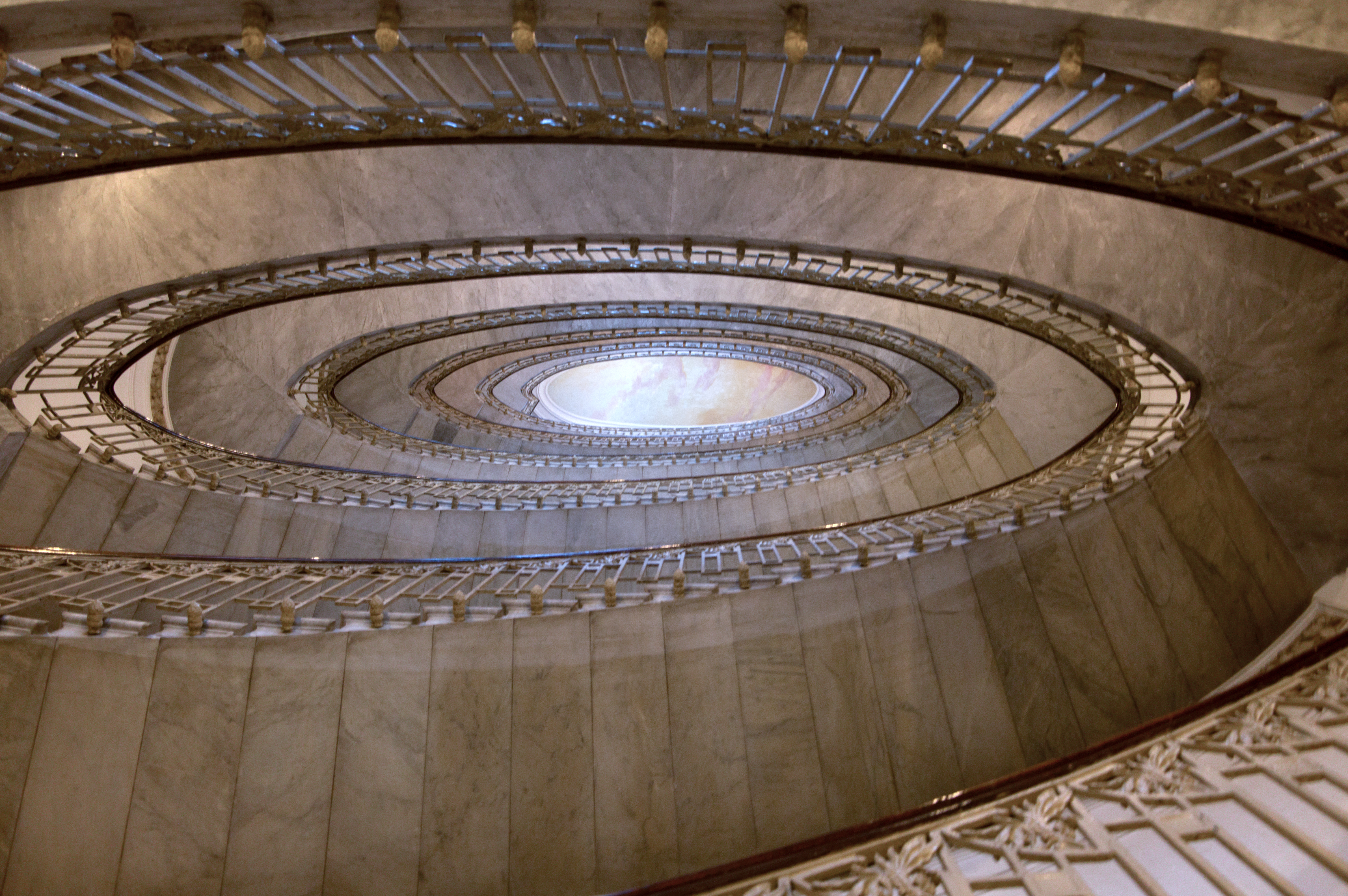
Takfresken sedd rakt nerifrån genom trappellipsen.
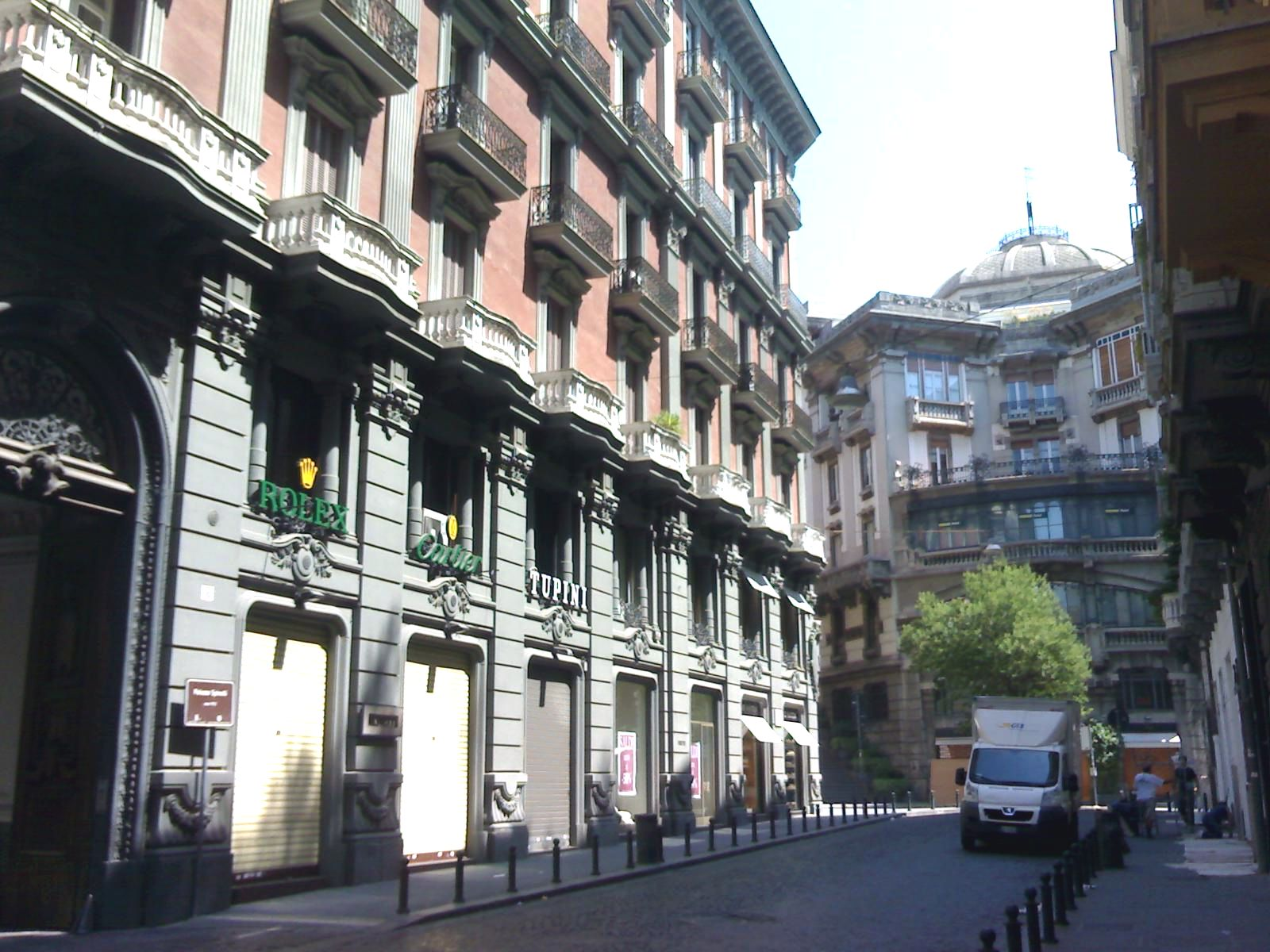
Palazzo Mannajuolo sett från Via dei Mille.